# Vetorecht
Het vetorecht is een bijzonder recht toegekend aan een natuurlijk persoon, rechtspersoon of een instantie, om bij een stemprocedure, waar besluiten in de regel met een bepaalde meerderheid van stemmen kunnen worden genomen, te verhinderen dat een besluit waar de benodigde meerderheid voor is wordt genomen. Als het vetorecht wordt uitgeoefend, heeft dat tot gevolg dat een besluit wordt opgeschort of niet wordt uitgevoerd. Veto is Latijn voor 'ik verbied'.

## Betekenis
Een vetorecht betekent dat een persoon of representant een stem heeft die belangrijker is dan de stemmen van de anderen.

## Soorten
Er zijn verschillende situaties te onderscheiden:
- Enkele van de stemgerechtigden hebben een vetorecht.
- Buiten de kring van stemgerechtigden heeft een persoon of instantie een vetorecht.

Naast het nemen van besluiten met meerderheid van stemmen, kan de rechtsregel bestaan dat besluiten alleen in unanimiteit of consensus kunnen worden genomen. Hier heeft als het ware ieder der stemgerechtigde een vetorecht, maar het begrip wordt in deze situatie niet gebruikt.

## Voorbeelden
In de Veiligheidsraad van de Verenigde Naties hebben de permanente leden vetorecht.
In de Noord-Atlantische Verdragsorganisatie (NAVO) bestaat voor elke deelnemer een vetorecht ten aanzien van nieuw toetredende staten.
In de Verenigde Staten heeft de president vetorecht over besluiten van de senaat en het congres, en zo'n veto kan alleen worden ontkracht als er een 2/3 meerderheid voor het voorstel kan worden gewonnen.

## Opmerkingen
- Als een gekwalificeerde meerderheid nodig is voor de besluitvorming, dan heeft een gekwalificeerde minderheid in feite een vetorecht.
- Een Poolse landdag is een spreekwoordelijk voorbeeld van de besluiteloosheid die kan ontstaan als elke stemgerechtigde een vetorecht heeft.
- Nota Bene: er is verschil tussen het uitoefenen van het stemrecht en het uitoefenen van het vetorecht. Men kan tégen een voorstel stemmen en tevens besluiten om te berusten in de uitkomst en het vetorecht niet uit te oefenen.